# Apateism
Apateismul (/ˌæpəˈθiːɪzəm/; un cuvânt telescopat din apatie și teism) reprezintă o atitudine de indiferență față de existența sau inexistența unui Dumnezeu sau a zeilor. Mai degrabă decât o credință, este o atitudine față de ideea de divinitate. Termenul a fost propus de sociologul canadian Stuart D. Johnson.
Un apateu este o persoană care nu este interesată în a accepta sau respinge vreo afirmație privind existența zeilor. Existența unui Dumnezeu sau a zeilor nu este respinsă, dar este privită ca irelevantă. Unul dintre primii apatei cunoscuți ar putea fi Denis Diderot (1713–1784), care a afirmat: „Este foarte important să nu confunzi cucuta cu pătrunjelul; dar nu contează deloc dacă crezi sau nu în Dumnezeu.”
Filozoful Trevor Hedberg a descris apateismul ca fiind „un teritoriu neexplorat în filosofia religiei”. Teoreticianul politic și cercetătorul în drept constituțional Adam Scott Kunz a definit apateismul drept „o atitudine filozofică de indiferență, atât publică, cât și privată, față de (1) problema existenței unei divinități, (2) valoarea metafizică și practică a loialității față de acea divinitate și/sau (3) interacțiunea acelei divinități cu lumea naturală”.

## Etimologie
Este o concepție greșită frecventă că jurnalistul Jonathon Rauch a inventat termenul „apateism” în eseul său din 2003, „Let It Be” (deși Rauch nu pretinde acest lucru în eseu). Termenul a fost introdus de sociologul canadian Stuart D. Johnson în studiul său din 1972 despre indiferența față de religie în contextul secularizării.

## Atitudinea
Apateismul susține că întrebarea existenței sau inexistenței zeilor este fundamental irelevantă. Această poziție nu este similară cu scepticismul întâlnit în cazul ateilor sau agnosticilor, care pot contesta existența zeilor sau posibilitatea cunoașterii despre aceștia.
Adam Scott Kunz argumentează că opusul apateismului este zelul, așa cum opusul ateismului este teismul. În loc de a considera apateismul o credință distinctă, Kunz susține că apateismul și zelul pot coexista cu ateismul și teismul pe un spectru bidimensional. O persoană poate fi teistă și, în același timp, apateu (aceasta fiind o poziție comună printre deiști) sau zelos față de problemele legate de divinitate. La fel, un ateu poate fi fie apateu, fie zelos.

## Raționament

### Irelevanță
Apateii consideră că, chiar dacă zeii ar exista și ar fi demonstrată existența lor, acest lucru nu ar avea vreo relevanță pentru ei. Pentru ei, întrebarea existenței sau identității unei divinități este lipsită de importanță, similar cu abordarea ateismului practic.

### Lipsa de interes
Un apateu poate să nu aibă interes în dezbaterile despre existența zeilor din lipsa de interes față de subiect.

### Moralitate
Argumentul moral apateu susține că moralitatea nu depinde de existența zeilor și că prezența unei divinități nu ar schimba nimic în ceea ce privește moralitatea; astfel, existența zeilor devine irelevantă.

## Viziuni asociate

### Agnosticism apatic
O viziune similară este agnosticismul apatic, care susține că nicio dezbatere nu poate dovedi sau infirma existența unei divinități, iar dacă o divinitate există, aceasta nu pare să fie interesată de soarta umană, având un impact minim sau nul asupra vieții umane. Acest tip de agnosticism este cunoscut și ca agnosticism pragmatic.

### Ateismul practic
Ateismul practic promovează ideea că oamenii ar trebui să trăiască ca și cum divinitățile nu ar exista. Spre deosebire de apateism, ateismul practic nu consideră întrebările despre divinitate irelevante, ci le ignoră în practică. Astfel, ateismul practic înseamnă să acționezi ca și cum Dumnezeu nu ar exista, chiar dacă o persoană ar putea crede în Dumnezeu.